# Kozibród wielki
Kozibród wielki (Tragopogon dubius Scop.) – gatunek rośliny z rodziny astrowatych. 

## Zasięg geograficzny
Jest szeroko rozprzestrzeniony na kuli ziemskiej. Występuje na wszystkich kontynentach (poza Antarktydą). Do Ameryki Północnej został sprowadzony wraz z żywnością i roślinami ozdobnymi na przełomie XIX i XX wieku przez osadników europejskich. Obecnie jest tam szeroko rozprzestrzeniony. W wielu regionach na pastwiskach wypiera rodzimą roślinność i staje się gatunkiem inwazyjnym.   W Polsce jest średnio pospolity. Najczęściej występuje w południowej części niżu, ku północy po Mazowsze i Pomorze. Często jest zawlekany.

## Morfologia
PokrójRoślina o prostej, sztywnej i wzniesionej łodydze, osiągająca wysokość 30–80 cm. Po uszkodzeniu wydziela sok mleczny. Pod ziemią posiada gruby korzeń.
LiścieRównowąskie, na końcach nagle zwężone. Górne swoją szeroką nasadą obejmują łodygę.
KwiatyJasnożółte, zebrane w pojedyncze koszyczki. Listków okrywy w koszyczku jest 8–12 w jednym szeregu i są dłuższe od kwiatów. Charakterystyczną cechą są szypuły koszyczków; są wybitnie maczugowato zgrubiałe i puste w środku. W jednym koszyczku znajduje się od 20 do 120 kwiatów.
OwocWrzecionowata, brzeżna i krótkokolczata niełupka z puchem kielichowym. Posiada dzióbek nieco tylko od niej krótszy.
Gatunki podobneW Polsce jest kilka bardzo podobnych gatunków kozibrodów. Kozibród wielki najłatwiej odróżnić od nich po dwóch charakterystycznych cechach: ma wyraźnie rozdętą szypułę koszyczków oraz listki okrywy (w liczbie zazwyczaj 10–12) dłuższe od kwiatów.

## Biologia i ekologia
RozwójW Polsce jest rośliną dwuletnią, hemikryptofitem. Kwitnie od maja do lipca. Jego kwiaty w czasie dnia podążają za słońcem. W języku angielskim ma nazwę  western salsify, dobrze oddającą tę jego cechę; słowo salsify oznacza bowiem „podążający za słońcem”. Na noc kwiaty zamykają się. Jest zapylany przez owady, nasiona roznoszone są przez wiatr. Po wytworzeniu nasion roślina obumiera. W Ameryce Północnej w zależności od warunków klimatycznych i siedliskowych czas życia rośliny wynosi od jednego (rzadko) do czterech lat. Nasiona wytwarzane w zewnętrznych, brzeżnych partiach koszyczka są większe i ciemniejsze, nasiona powstające w środkowej części koszyczka są mniejsze i jaśniejsze. Kiełkuje 94% nasion. Z większych nasion zewnętrznych wyrastają większe siewki. Do kiełkowania nasion i wzrostu siewek nie jest konieczne światło. Dzięki dość dużej ilości materiałów zapasowych zgromadzonych w liścieniach siewka może przez dość długi czas rozwijać się w miejscu zacienionym przez inne rośliny. Rośnie wówczas szybko, wytwarzając wysoki pęd co daje jej szansę wygrać konkurencję o światło. Podczas sezonu wegetacyjnego roślina rozwija duży system korzeniowy i gromadzi materiały zapasowe zarówno w korzeniu, jak i w przyziemnej rozecie liściowej.
Na jednym pędzie roślina tworzy jeden duży koszyczek, ale może z jednego korzenia wytworzyć wiele pędów (do 14). Średnia ilość nasion w koszyczku wynosi 90.
SiedliskoWystępuje na suchych przydrożach, na siedliskach ruderalnych, nasypach kolejowych i drogowych, w murawach. Jest gatunkiem w dużym stopniu związanym z człowiekiem, często spotykany jest na siedliskach wtórnych, zmienionych w wyniku działalności człowieka. Występuje na różnego typu glebach; zarówno na piaszczystych, jak i gliniastych. W klasyfikacji zbiorowisk roślinnych gatunek charakterystyczny dla rzędu (O.) Onopordetalia.
GenetykaLiczba chromosomów 2n = 12.
ZmiennośćTworzy mieszańce z kozibrodem łąkowym (Tragopogon pratense).

## Znaczenie
- W średniowiecznej Europie Północnej korzenie i młode pędy kozibrodów były spożywane przez ludzi (zwłaszcza w okresie głodu)[5]
- Kozibród wielki jest pożywieniem wielu zwierząt. W stanie Oregon w USA jest najważniejszym roślinnym pokarmem ptaka o nazwie borowiak złotobrewy (Dendragapus obscurus). Liście i kwitnące pędy nadziemne są spożywane przez niektóre ssaki, a gryzoń goffer równinny (Geomys bursarius) zjada jego korzenie. Inne większe ssaki tylko sporadycznie skubią pędy kozibrodu[5].

## Galeria obrazkowa

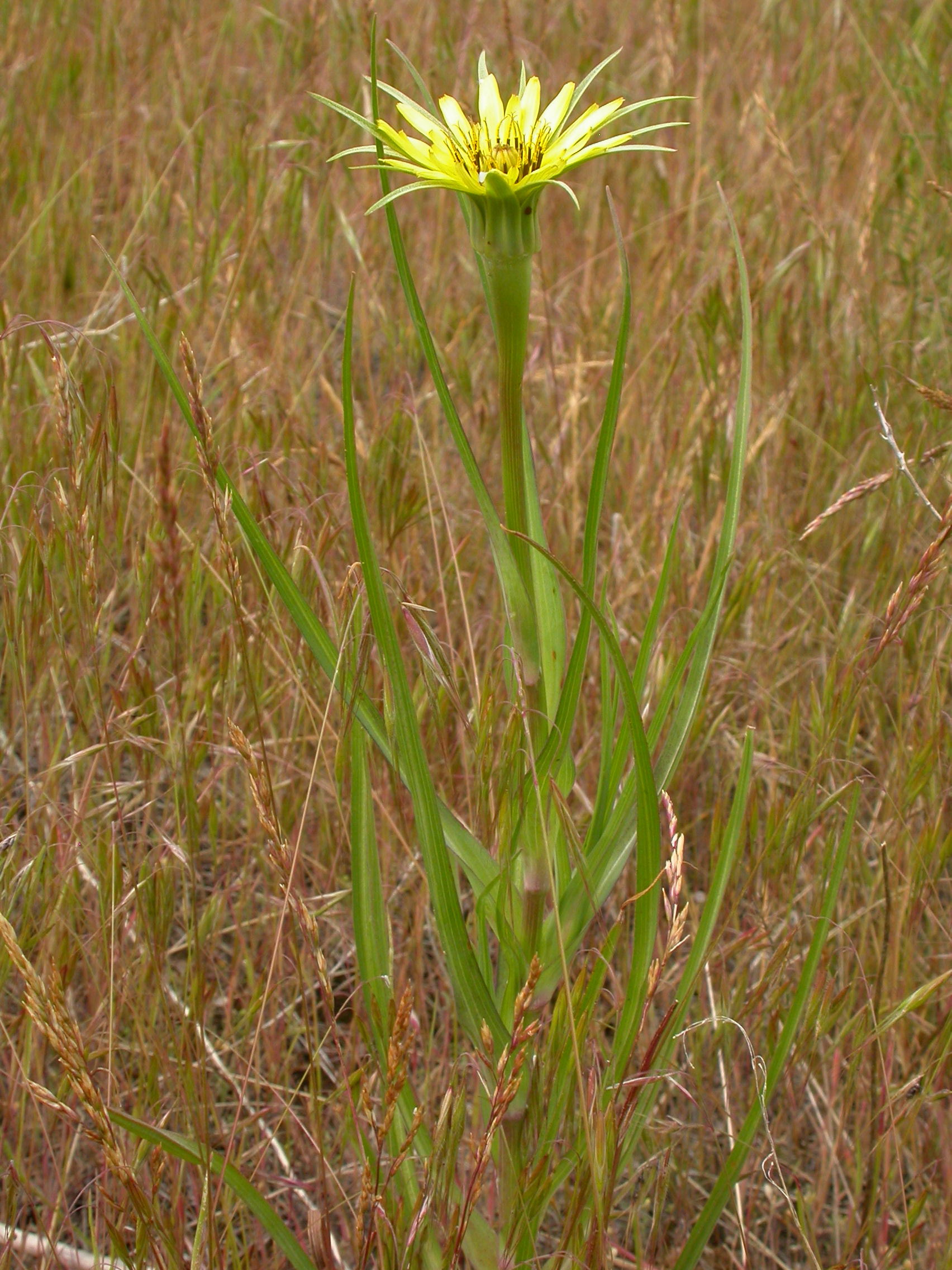
Pokrój
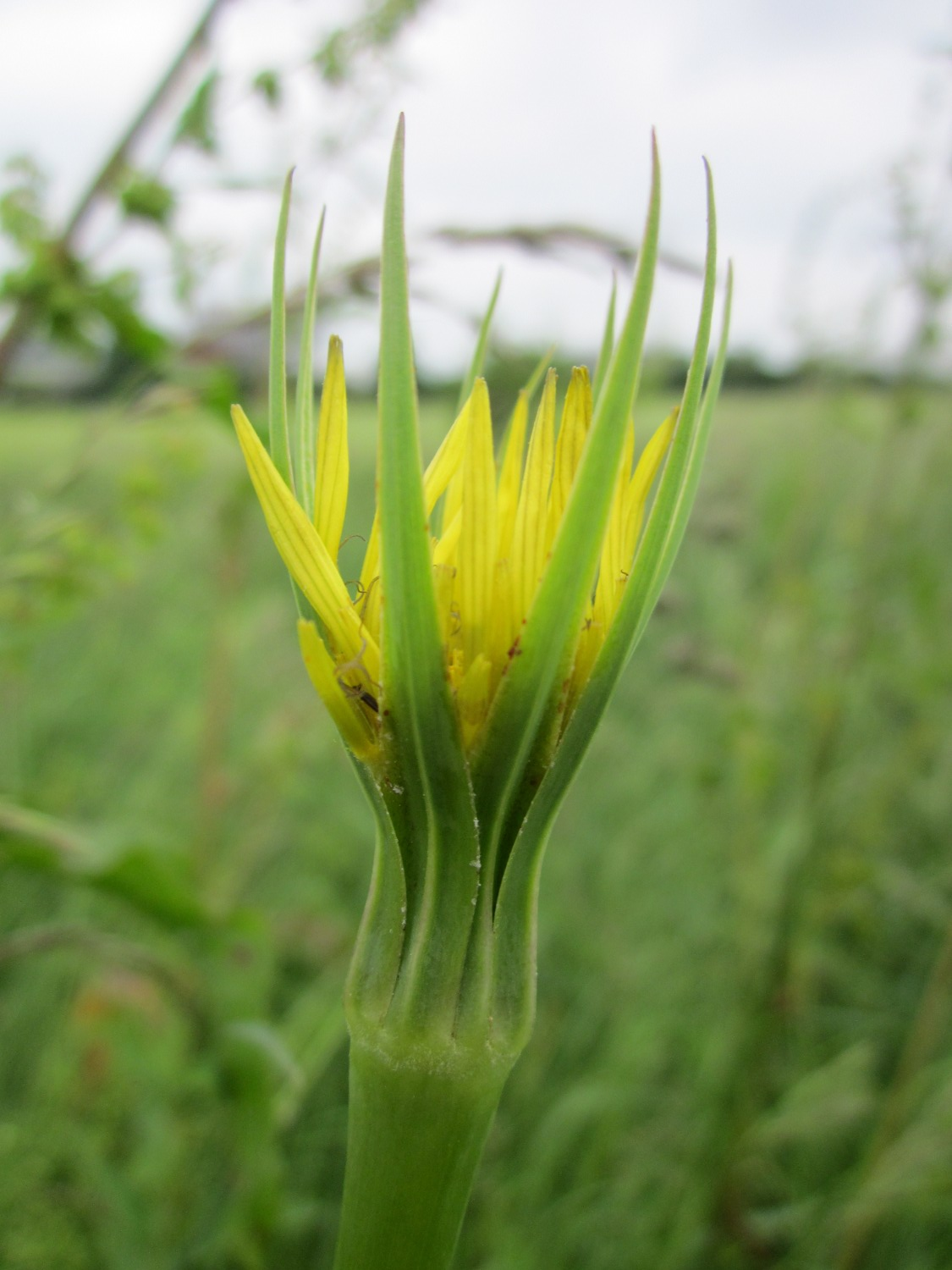
Kwiatostan
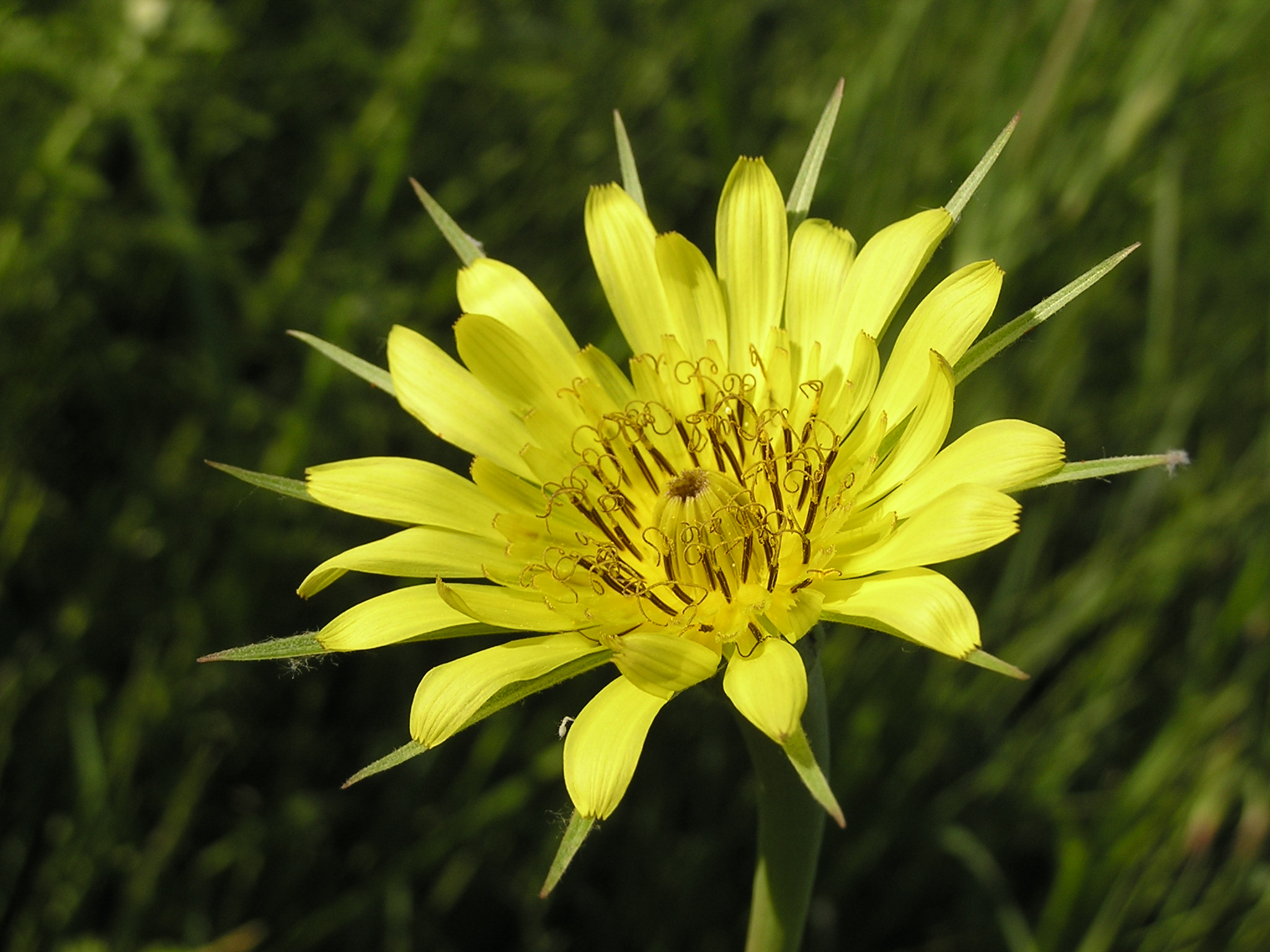
Kwiatostan
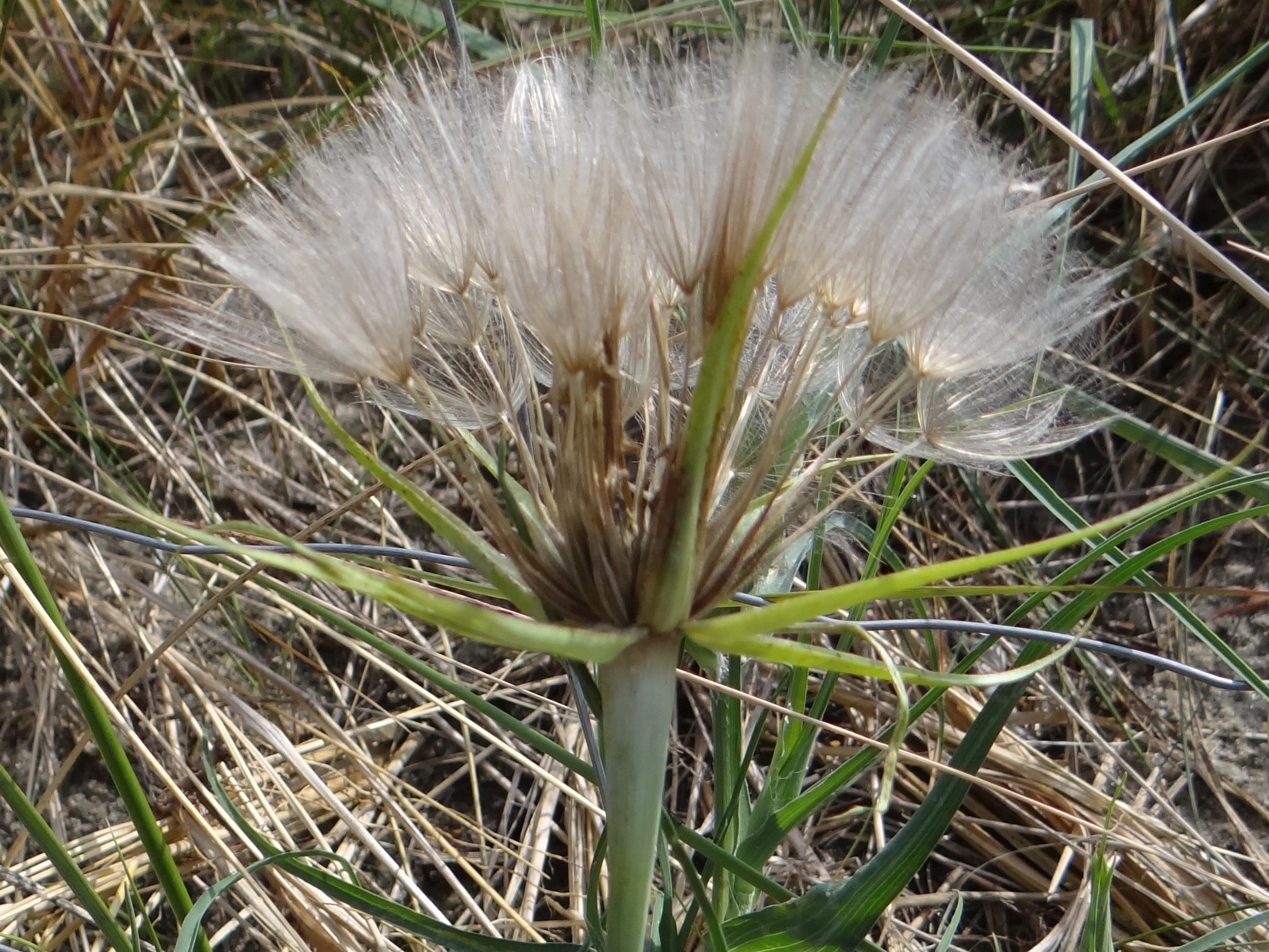
Owoce z puchem kielichowym
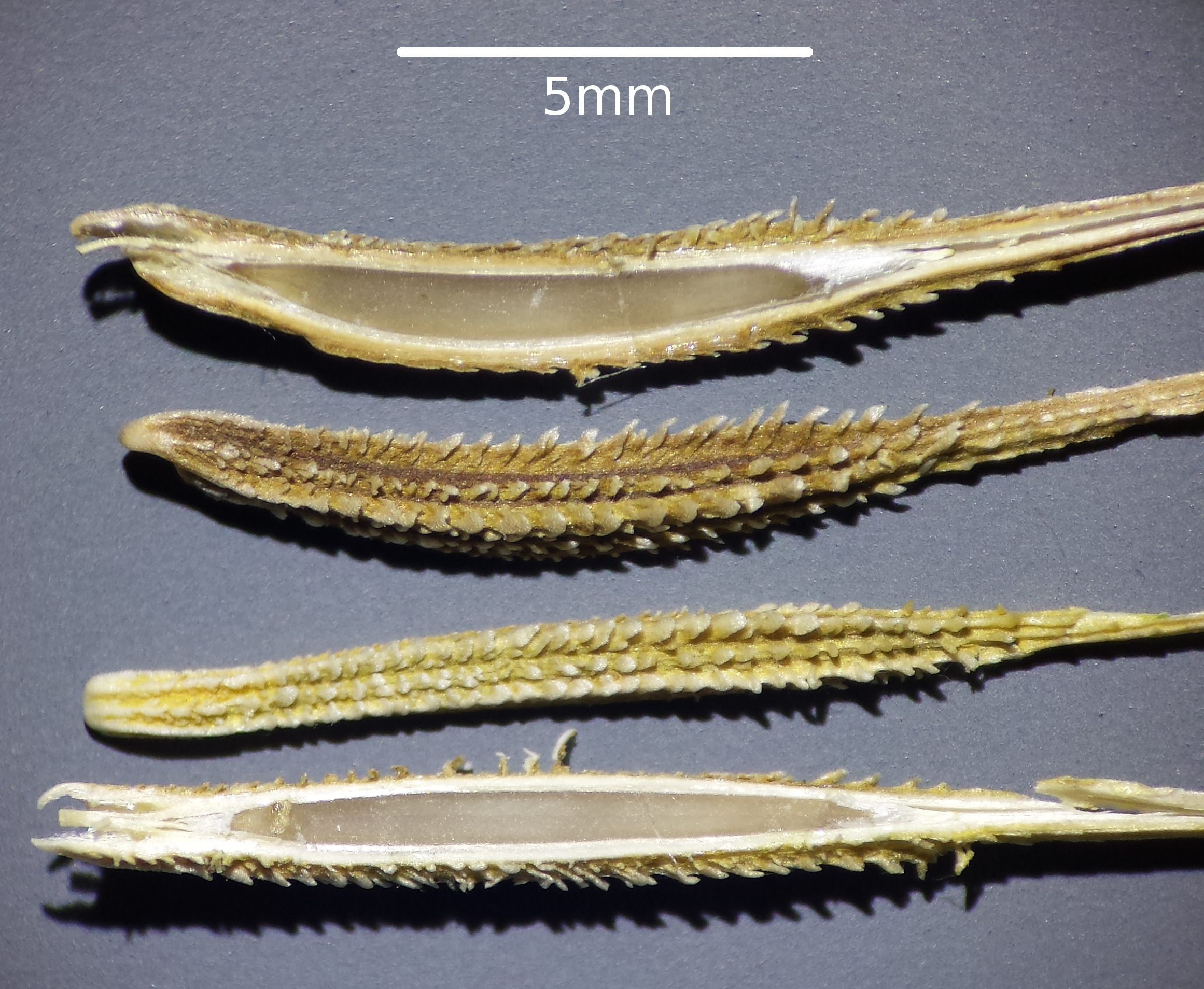
Owoce